# Geelrode naaldaar
Geelrode naaldaar of zeegroene naaldaar (Setaria pumila, synoniem: Setaria glauca) is een plantensoort uit de grassenfamilie (Poaceae).

## Determinatie
Geelrode naaldaar is een eenjarige, kruidachtige plant. De plant bereikt een hoogte van 5–75 cm en heeft opstijgende of rechtopstaande stengels. Het iets blauwachtige, vlakke, 10–30 cm lange en 4-10 mm brede blad heeft een bladschede, die ook bovenaan langs de rand kaal is. De bovenzijde van het blad is ruw en de onderzijde glad. Op de bladvoet zitten wel lange haren. Het tongetje (ligula) bestaat uit 0,5–1 mm lange haren.
De plant bloeit van juli tot in de herfst. De bloeiwijze is een 2–15 cm lange en 6–8 mm dikke aarpluim met 2,8–3,1 mm lange, eivormige aartjes. Het onderste kelkkafje is ongeveer even lang als het bovenste. Het bruinige, onderste, 3 mm lange kroonkafje (lemma) van de vruchtbare bloem is dwars gerimpeld en wordt gedeeltelijk bedekt door het bovenste kelkkafje. Het bovenste, 2,7 mm lange kroonkafje (palea) van de onvruchtbare bloem is ongeveer even lang als het onderste kroonkafje. Onderaan het aartje zitten vijf tot tien 3–8 mm lange, gele later rood-oranje wordende borstels met naar boven gerichte tandjes, waardoor ze bij het opstrijken niet haken. De 1–1,5 mm lange helmhokjes zijn zwartpurper en de stempels zijn purper.
De vrucht is een 1,4 mm lange graanvrucht en valt met het gehele aartje tegelijk af. Het aantal chromosomen is 2n = 36 of 72.

## Ecologie
Geelrode naaldaar komt voor op zandige en leemhoudende gronden in tuinen, bouwland en ruderale plaatsen.

## Verspreiding
Het natuurlijke verspreidingsgebied van geelrode naaldaar strekt zich wereldwijd uit over de streken met een gematigd tot vrij warm klimaat. De soort staat op de Nederlandse Rode Lijst als een soort die in Nederland algemeen voorkomend en stabiel of toegenomen is.

## Fotogalerij

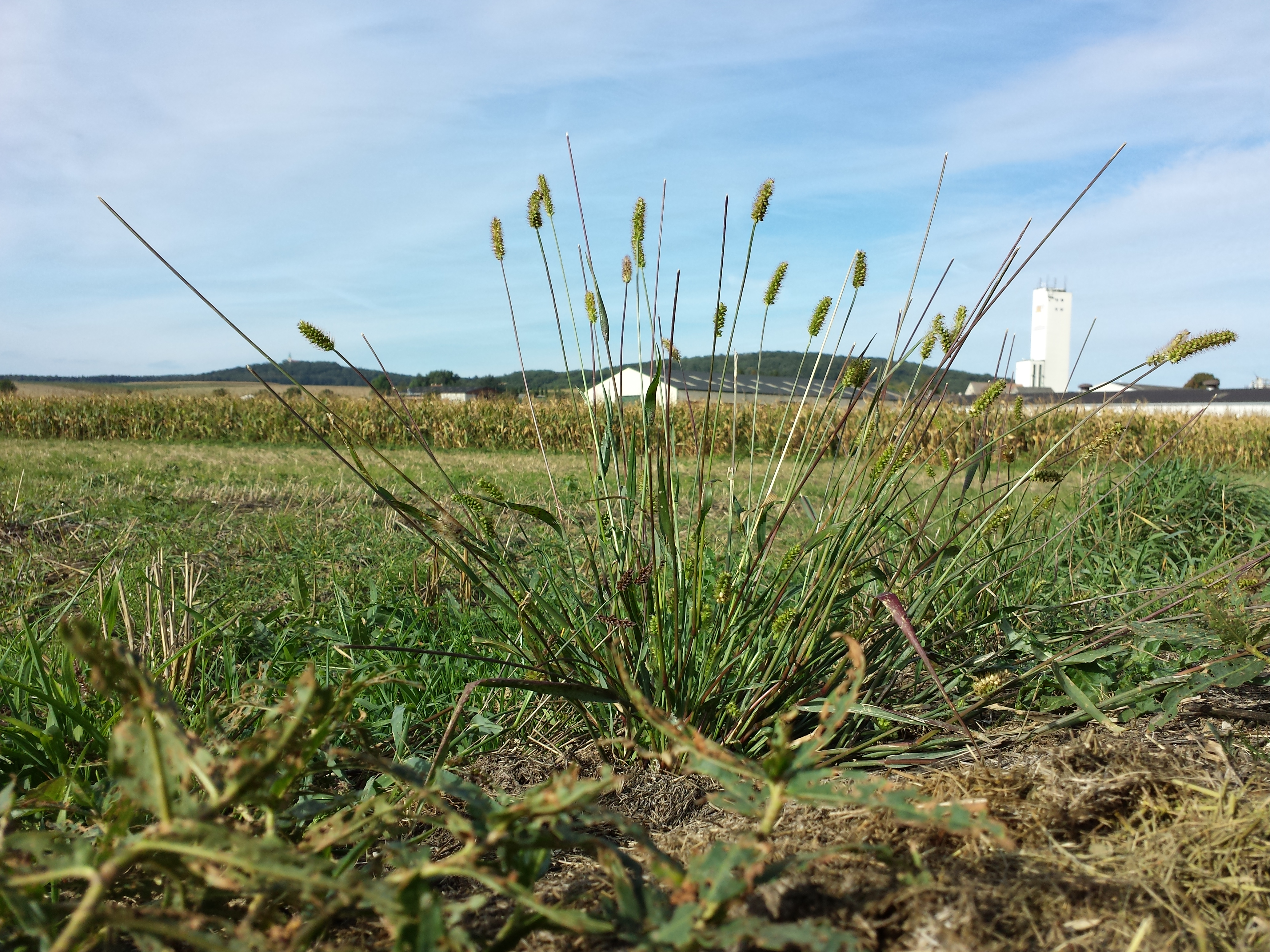
Habitus
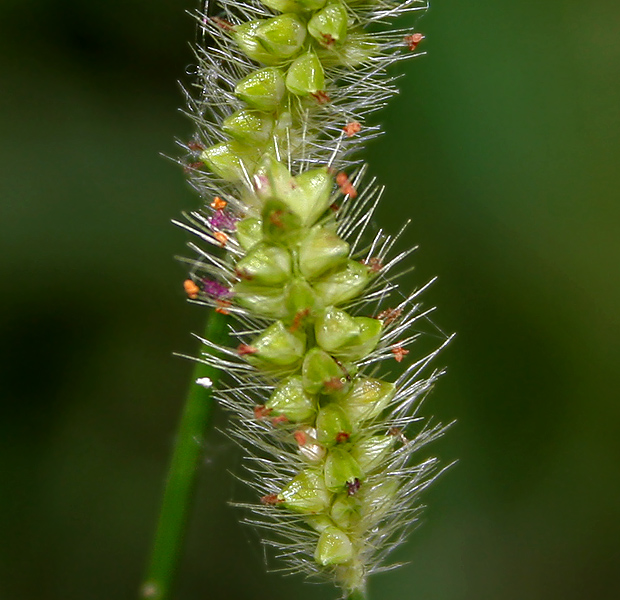
Bloeiende aarpluim
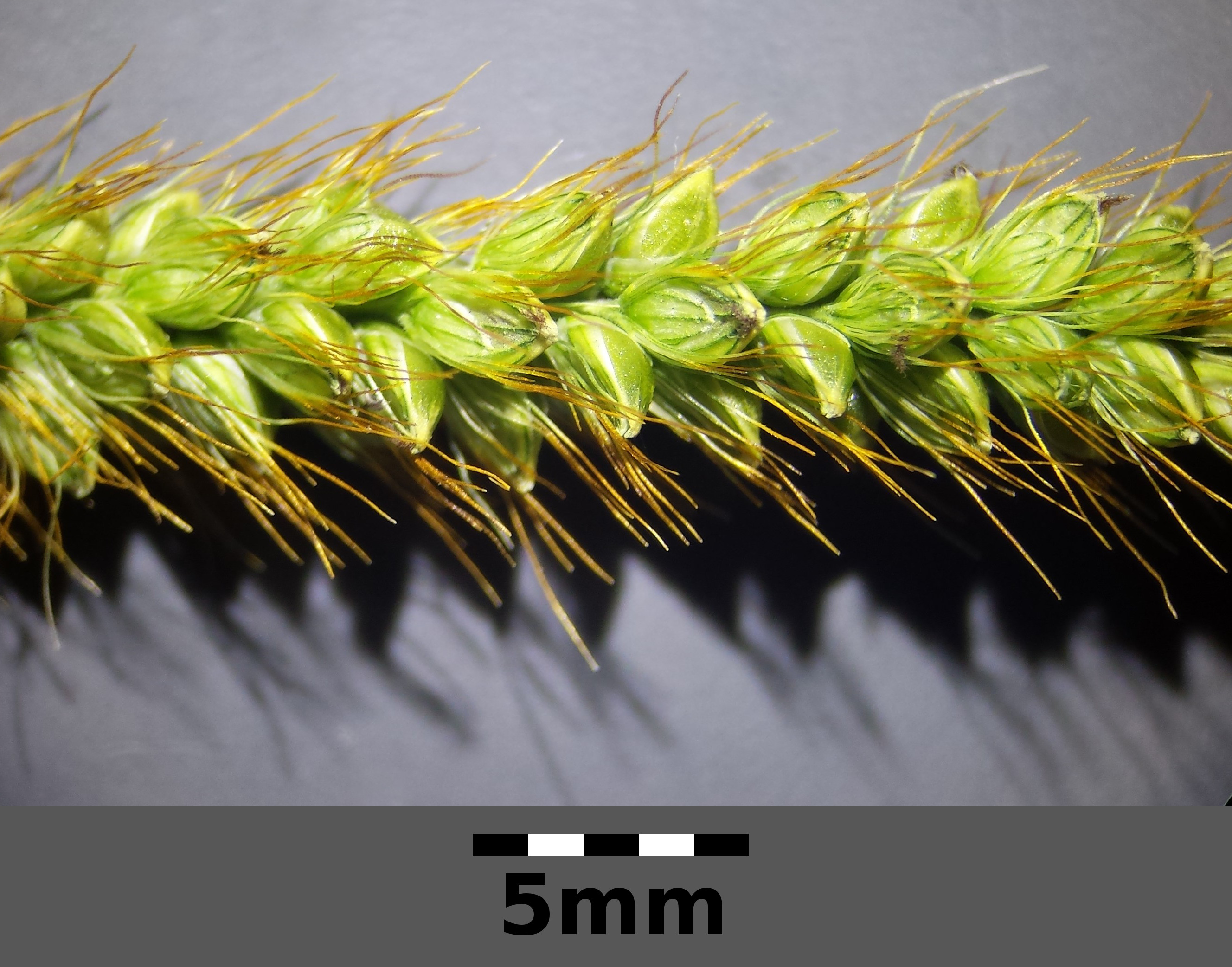
Aarpluim met aartjes. De borstelharen kleuren later rood-oranje.
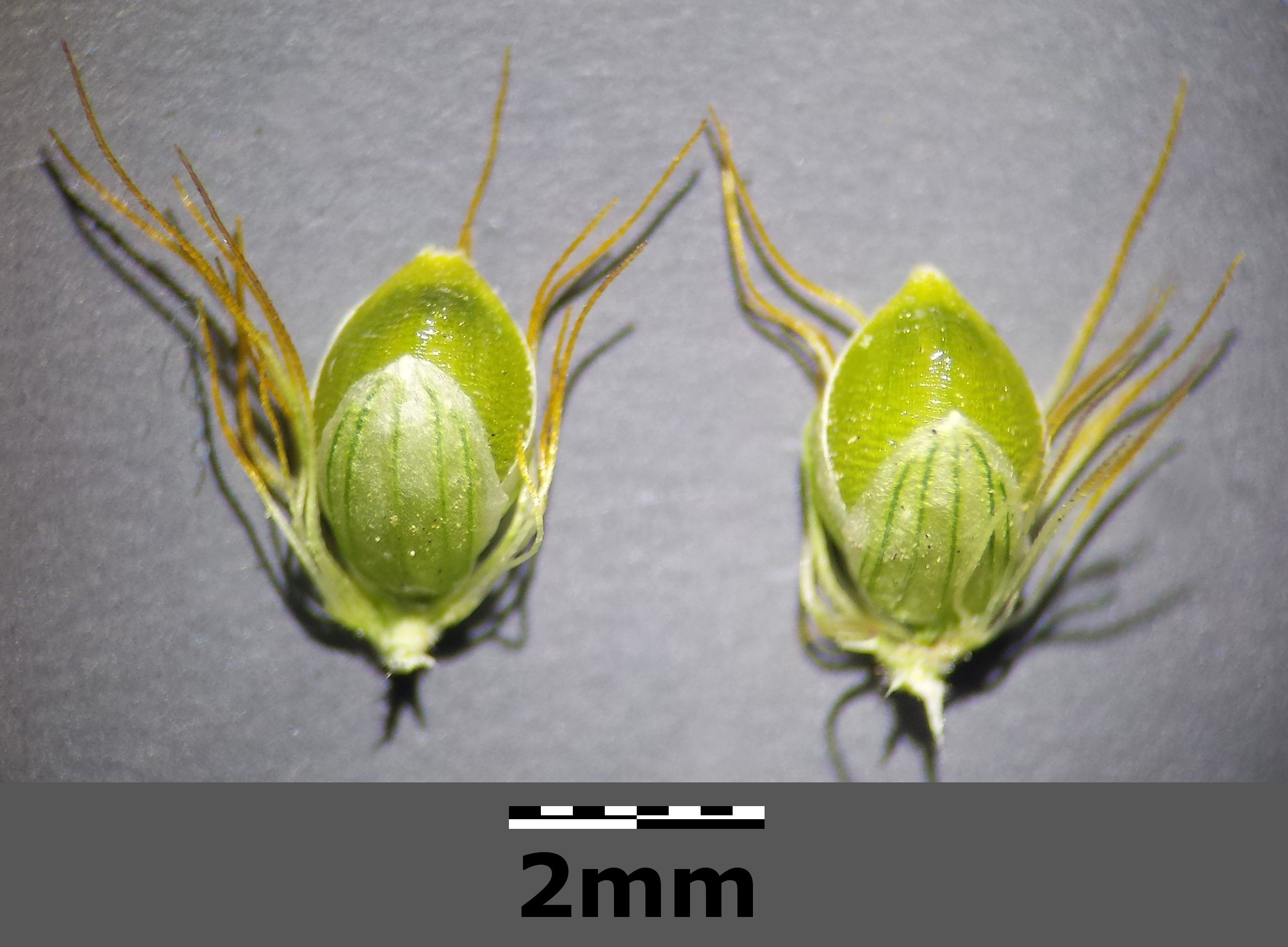
Aartjes met vijf tot tien borstels
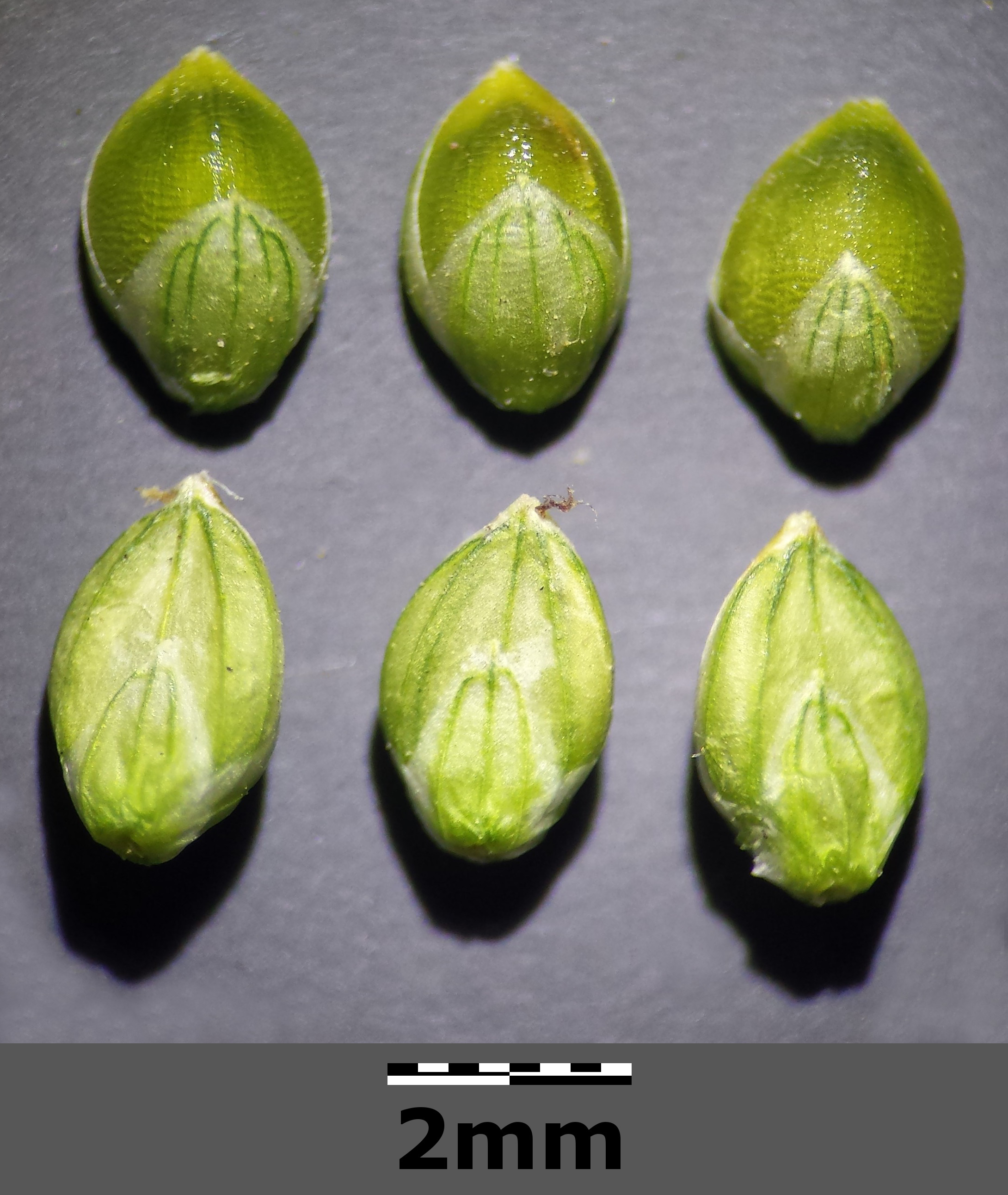
Voor- en achteraanzicht van een aartje. Bovenste rij: de vijfnervige bovenste kelkkafjes bedekken de bovenste kroonkafjes maar gedeeltelijk.
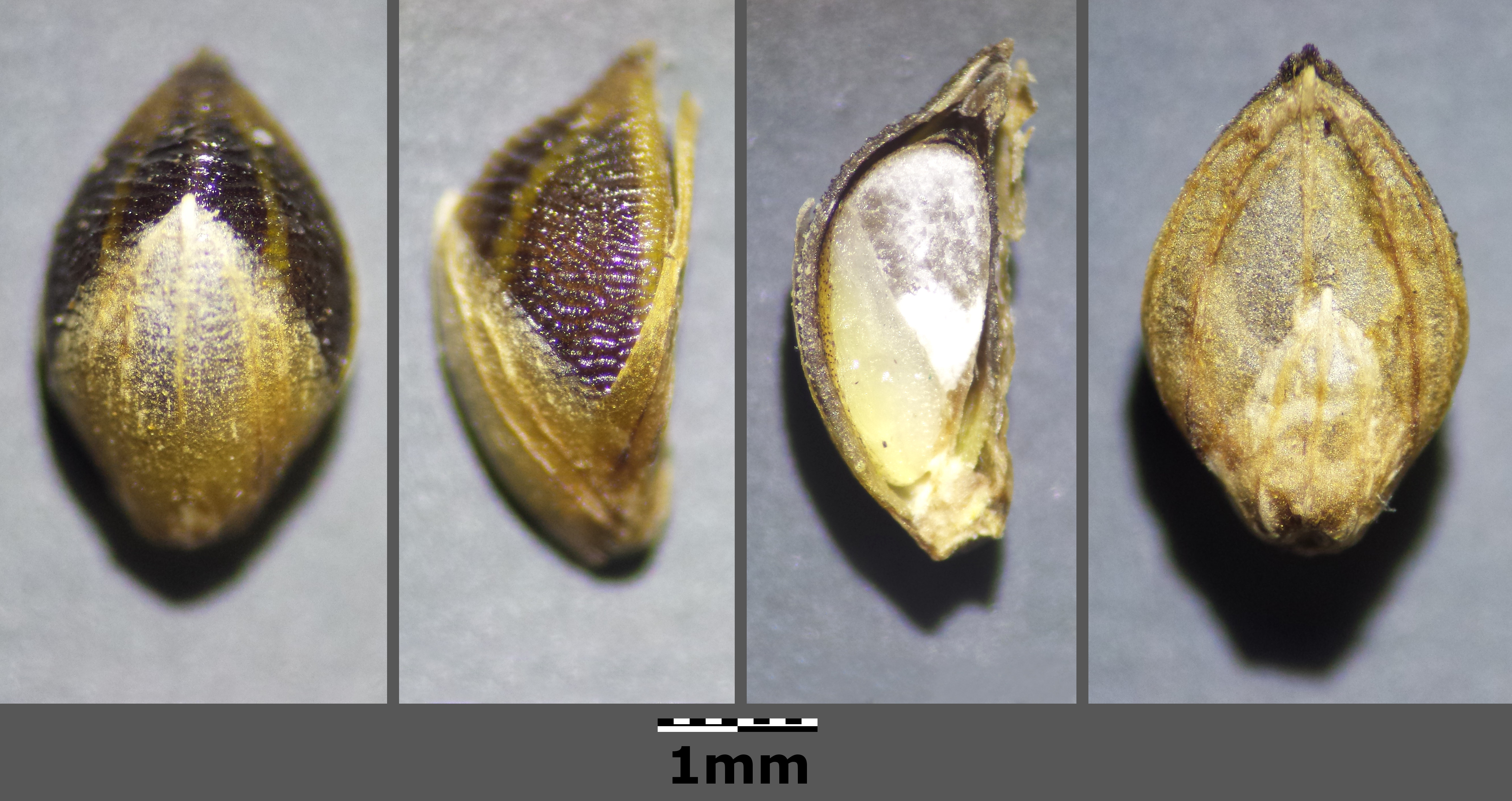
Een aartje: bovenaanzicht, zijaanzicht (gesloten en opengesneden) en onderaanzicht